# Seznam potokov na Češkem
To je seznam potokov na Češkem z drugim delom imena "potok".
- Adamovský potok
- Adršpašský potok
- Albrechtický potok
- Andělský potok
- Anenský potok
- Arnoltický potok
- Arnoštský potok
- Ašský potok
- Babákovský potok
- Babický potok
- Bahnitý potok
- Bakovský potok
- Bánovský potok
- Barchovický potok
- Bartošovický potok
- Bařický potok
- Baštýnský potok
- Bažantnický potok
- Bedřichovský potok
- Benešovský potok
- Benkovský potok
- Betlémský potok
- Bezděčínský potok
- Bezdrevský potok
- Bezejmenný potok
- Běchovický potok
- Bělečský potok
- Bělokamenný potok
- Bělovodský potok
- Bělský potok
- Bílenecký potok
- Bílovický potok
- Bílý potok (več)
- Biskupický potok
- Blanský potok
- Blatovský potok
- Blazický potok
- Blízkovský potok
- Bludovský potok
- Bohdalovský potok
- Bohouňovický potok
- Bohumilský potok
- Bohuslavický potok
- Boňkovský potok
- Bořenovský potok
- Bojovský potok
- Boletický potok
- Borový potok
- Borský potok
- Boršický potok
- Bořanovický potok
- Boubínský potok
- Boušický potok
- Brandský potok
- Bratroňovský potok
- Bratrušovský potok
- Brejlovský potok
- Brložský potok
- Brodecký potok
- Brtevský potok
- Brtnický potok
- Brusný potok
- Brzotický potok
- Břechíňský potok
- Břechnický potok
- Břestový potok
- Břevnický potok
- Březanský potok
- Březenecký potok
- Březový potok
- Březůvský potok
- Bublavský potok
- Bubovický potok
- Buchlovický potok
- Bučinský potok
- Budiškovický potok
- Budňanský potok
- Bukovský potok
- Bukový potok
- Bulovský potok
- Bunčovský potok
- Burkvízský potok
- Bušínský potok
- Bystrý potok (več)
- Býčinský potok
- Byškovický potok
- Bzovský potok
- Cehnický potok
- Chlumecký potok
- Chmelenský potok
- Chocenický potok
- Chodovský potok
- Chomutovický potok
- Chotouňský potok
- Chotýšský potok
- Chrastický potok
- Chrastovský potok
- Chrobolský potok
- Chrovský potok
- Chřest`ovický potok
- Chudenický potok
- Chuderovský potok
- Chvalkovický potok
- Chvalnovský potok
- Chylický potok
- Chyňavský potok
- Cihlářský potok
- Cikánský potok
- Ctěnický potok
- Ctidružický potok
- Čakovičský potok
- Čaminský potok
- Částrovický potok
- Čejčský potok
- Čejovský potok
- Čelákovický potok
- Čeložnický potok
- Čepřovický potok
- Čermošínský potok
- Černikovický potok
- Černocký potok
- Černohorský potok
- Černovický potok
- Černý potok (več)
- Čertovodolský potok
- Červenohorský potok
- Červenovodský potok
- Červený potok
- Česnekový potok
- Český potok
- Čestický potok
- Čimelický potok
- Čimický potok
- Čirý potok
- Čistý potok
- Čížkovský potok
- Čtveřínský potok
- Dalejský potok
- Dalovický potok
- Darkovícký potok
- Debrnský potok
- Dehtářský potok
- Dětřichovský potok
- Dírenský potok
- Dlouhoňovický potok
- Dlouhoveský potok
- Dlouhý potok
- Dluchovský potok
- Dobechovský potok
- Doberský potok
- Dobranovský potok
- Dobřenecký potok
- Dobročovický potok
- Dobroměrický potok
- Dobřejovický potok
- Dobřínský potok
- Dolánecký potok
- Dolnodubňanský potok
- Dolnonětčický potok
- Dolnorychnovský potok
- Dolský potok
- Domanínský potok
- Doublický potok
- Doubravický potok
- Doubský potok
- Drahanský potok
- Drahobudický potok
- Drahoslavický potok
- Drahotínský potok
- Dražovický potok
- Drhlavský potok
- Drmoulský potok
- Drnecký potok
- Drnový potok
- Drozdí potok
- Držkovský potok
- Dřevecký potok
- Dřevešský potok
- Dubinský potok
- Dubový potok
- Důlní potok
- Dunajovický potok
- Dvorský potok
- Eliášův potok
- Fárský potok
- Ferdinandský potok
- Folknářský potok
- Františův potok
- Frýdecký potok
- Frýštácký potok
- Gerhuský potok
- Grunský potok
- Guntramovický potok
- Habartovský potok
- Habrovanský potok
- Hajanský potok
- Hájecký potok
- Hájevský potok
- Hajmrlovský potok
- Hájnický potok
- Hajnušovský potok
- Hajský potok
- Halenkovický potok
- Halínský potok
- Hamerský potok
- Hamlazův potok
- Havlovický potok
- Havránkův potok
- Hazlovský potok
- Hejnický potok
- Heroltický potok
- Heřmankovický potok
- Hladový potok
- Hložecký potok
- Hlubočanský potok
- Hlubočický potok
- Hlubočský potok
- Hluboký potok
- Hluchovský potok
- Hnátnický potok
- Hněvkovický potok
- Hněvotínský potok
- Hodíškovický potok
- Hodoňovický potok
- Holčovický potok
- Holubí potok
- Horecký potok
- Hornodvorský potok
- Horoměřický potok
- Horský potok
- Hořínský potok
- Hornoveský potok
- Horoušanský potok
- Hostavický potok
- Hostický potok
- Hoštejnský potok
- Hoštický potok
- Hrabenovský potok
- Hraběšický potok
- Hrachovecký potok
- Hradčanský potok (Ralsko)
- Hradecký potok (več)
- Hrádecký potok (več)
- Hranečnický potok
- Hranický potok
- Hraniční potok
- Hřesický potok
- Hruškovský potok
- Hrušový potok
- Hunikovský potok
- Husí potok
- Hut`ský potok
- Hvožd`anský potok
- Hvozdenský potok
- Hynčinský potok
- Jablonský potok
- Jachymovský potok
- Jahodovský potok
- Jalový potok
- Jalubský potok
- Jankovický potok
- Jankovský potok
- Janovický potok
- Janovodolský potok
- Janský potok
- Jasanový potok
- Janovský potok
- Jarošovský potok
- Jasenický potok
- Javoří potok
- Javornický potok
- Javořický potok
- Jedovnický potok
- Jelení potok
- Jelenický potok
- Jemnišťský potok
- Jenštejnský potok
- Jesenický potok
- Jesenný potok
- Jestřábí potok
- Jetřichovický potok
- Jevanský potok
- Jezerný potok
- Ježnícký potok
- Jickovický potok
- Jílecký potok
- Jilmový potok
- Jílovský potok
- Jinočanský potok
- Jirenský potok
- Jiříkovský potok
- Junácký potok
- Jurův potok
- Kachní potok
- Kalný potok
- Kamenický potok
- Kamenný potok (več)
- Kaňovický potok
- Karlický potok
- Kašovický potok
- Kateřinský potok
- Keprnický potok
- Klapovský potok
- Klenský potok
- Klepáčovský potok
- Klepáčský potok
- Klevetovský potok
- Klíšský potok
- Klobušický potok
- Knapovecký potok
- Knovízský potok
- Kobelný potok
- Kobylí potok
- Kobylský potok
- Kochavecký potok
- Kocurovský potok
- Kočovský potok
- Kočský potok
- Kojetický potok
- Kokotínský potok
- Kolešovický potok
- Končinský potok
- Kondračský potok
- Konětopský potok
- Konopišt`ský potok
- Koňský potok
- Kopaninský potok
- Kopidlovský potok
- Kopřivový potok
- Kornatický potok
- Kornický potok
- Korouhevský potok
- Korycanský potok
- Kořenský potok
- Kosmoukovský potok
- Kosovský potok
- Kosový potok
- Kostelanský potok
- Kostelecký potok
- Košátecký potok
- Koštěnický potok
- Kotelný potok
- Kotelský potok
- Kotrvdovický potok
- Kounický potok
- Koutský potok
- Kovalovický potok
- Kozelský potok
- Kozinovský potok
- Kozmický potok
- Kožlí potok
- Krahulovský potok
- Krakovský potok
- Králický potok
- Kralovický potok
- Krasetínský potok
- Krašovický potok
- Krátkovský potok
- Kravský potok
- Krokovický potok
- Kroužský potok
- Křečovický potok
- Křemžský potok
- Křepický potok
- Křeptovský potok
- Křesanovský potok
- Křeslický potok
- Křibský potok
- Křimovský potok
- Krištanovický potok
- Krivokutský potok
- Křivoveský potok
- Křivský potok
- Křižový potok
- Křtinský potok
- Kudlovický potok
- Kuliřovský potok
- Kumpoltický potok
- Kunčický potok
- Kunčinský potok
- Kundelovský potok
- Kunický potok
- Kunratický potok
- Kuželovský potok
- Květenský potok
- Květušínský potok
- Kvildský potok
- Kvítecký potok
- Kyselý potok
- Lačnovský potok
- Lampretický potok
- Lánský potok
- Lašovický potok
- Lavičský potok
- Lazský potok
- Lažínský potok
- Ledský potok
- Lesenský potok
- Lesní potok
- Lešanský potok
- Letohradský potok
- Letonický potok
- Lhotecký potok
- Lhotský potok
- Libavský potok
- Liberský potok
- Líbeznický potok
- Libocký potok
- Libušský potok
- Lichnovský potok
- Lidmovický potok
- Lipanský potok
- Lipinský potok
- Lipkovský potok
- Lipoltovský potok
- Lipovský potok
- Lipový potok
- Liptaňský potok
- Lísecký potok
- Lišanský potok
- Liščí potok
- Litenčický potok
- Litovický potok
- Lobezský potok
- Lobkovický potok
- Lomnický potok
- Lomský potok
- Losenický potok
- Lošovský potok
- Loubský potok
- Loučenský potok
- Loučský potok
- Loutecký potok
- Lovčický potok
- Lověšický potok
- Lubenský potok
- Lubnický potok
- Lúcký potok
- Lučinský potok
- Luční potok
- Ludkovický potok
- Ludvíkovický potok
- Lukavecký potok
- Lukavický potok
- Lukovský potok
- Lulečský potok
- Lužecký potok
- Lužický potok
- Lužní potok
- Lysolajský potok
- Lysický potok
- Malanský potok
- Malínský potok
- Málkovský potok
- Malonínský potok
- Malovický potok
- Malý potok
- Malý Kamenický potok
- Malý Stožecký potok
- Malý Škaredý potok
- Manešovický potok
- Manětínský potok
- Mariánský potok
- Markův potok
- Maršovický potok
- Maršovský potok
- Martinický potok
- Máslovický potok
- Maškovský potok
- Medlovický potok
- Medunský potok
- Medvědí potok
- Mehelnický potok
- Mělecký potok
- Mentourský potok
- Merboltický potok
- Metelský potok
- Mezholezský potok
- Mezilabský potok
- Michálkovický potok
- Milčický potok
- Milešovský potok
- Miletínský potok
- Miloňovský potok
- Mirkovický potok
- Míšovický potok
- Mladějovický potok
- Mladíkovský potok
- Mladoňovský potok
- Mladotický potok
- Mladoušovski potok
- Mlýnecký potok
- Mlýnský potok (več)
- Mnichovický potok
- Modlanský potok
- Modrokamenský potok
- Modrý potok
- Modřecký potok
- Mohelnský potok
- Morašický potok
- Moravický potok
- Mořický potok
- Moslejů potok
- Moštický potok
- Mračný potok
- Mračovský potok
- Mrákotínský potok
- Mratínský potok
- Murašův potok
- Mušlovský potok
- Mutěnický potok
- Myslikovský potok
- Nadějovský potok
- Našiměřický potok
- Nebušický potok
- Nejdecký potok
- Nekořský potok
- Němčický potok
- Nemotický potok
- Nepřívazský potok
- Nesvačilský potok
- Neštěmický potok
- Nevolický potok
- Nikolčický potok
- Nívský potok
- Nížkovický potok
- Nížkovský potok (Poděšínský p.)
- Novákovický potok
- Novodvorský potok
- Novohorský potok
- Novolosinský potok
- Novopecký potok
- Novosedelský potok
- Novoselský potok
- Novoveský potok
- Nový potok
- Nučický potok
- Nyklovický potok
- Nyznerovský potok
- Ohrazenický potok
- Olbramovický potok
- Oldřichovský potok
- Oldříšovský potok
- Olešenský potok
- Olešnický potok
- Olšový potok
- Oltyňský potok
- Opatovský potok
- Oplanský potok
- Orličský potok
- Osecký potok
- Osečnický potok
- Ostojkovický potok
- Ostrovecký potok
- Ostrovský potok
- Otročínský potok
- Padělský potok
- Paléskový potok
- Palonínský potok
- Pamětický potok
- Panenský potok
- Panský potok
- Pasický potok
- Pavelický potok
- Pavlovický potok
- Pavlovský potok
- Pehlinský potok
- Pekelský potok
- Perlový potok
- Pernecký potok
- Pertoltický potok
- Petráčovský potok
- Petroupimský potok
- Petrovický potok
- Petrovský potok
- Petrský potok
- Petříkovický potok
- Petřínský potok
- Pišt`tský potok
- Pitkovický potok
- Pivný potok
- Pivovarský potok
- Planský potok
- Plátenický potok
- Plavební potok
- Plazský potok
- Plesenský potok
- Plinkoutský potok
- Ploužnický potok
- Plšt`ský potok
- Počátecký potok
- Poděšínský potok (Nížkovský p.)
- Podbřežníkový potok
- Podhradský potok
- Podhájský potok
- Podhorský potok
- Podhrázský potok
- Podleský potok
- Podolský potok
- Podomsky potok?
- Podvinecký potok
- Pohořský potok
- Polánecký potok
- Polecký potok
- Poleradský potok
- Polní potok
- Poniklý potok
- Popický potok
- Popovický potok
- Posecký potok
- Postřižínský potok
- Potvorovský potok
- Pozlovický potok
- Práčovský potok
- Prášilský potok
- Pravětický potok
- Pravětínský potok
- Prosečský potok
- Prštenský potok
- Prudký potok
- Pruský potok
- Přemyslovský potok
- Přemyšlenský potok
- Přeskačský potok
- Přešínský potok
- Příčný potok
- Příkovský potok
- Přílepský potok
- Přílucký potok
- Pstruhový potok
- Pstruží potok
- Pstružný potok
- Puchéřský potok
- Puclický potok
- Pustiměrský potok
- Pýtlacký potok
- Račí potok
- Račický potok
- Radčický potok
- Radelnovský potok
- Radotínský potok
- Radvanovský potok
- Ráječský potok
- Rakovnický potok
- Ramzovský potok
- Rancířovský potok
- Rapačovský potok
- Rašelinný potok
- Raškovský potok
- Ratajský potok
- Ratíškovický potok
- Rejchartický potok
- Robečský potok
- Roklanský potok
- Romavský potok
- Roštěnický potok
- Rouštánský potok
- Rovečenský potok
- Rozkošský potok
- Rozsečský potok
- Rožanský potok
- Rožmitálský potok
- Rubaniskový potok
- Rudný potok
- Rudohorský potok
- Ruprechtický potok
- Růžový potok
- Rybenský potok
- Rybnický potok
- Rybniční potok
- Rychnovský potok
- Rymáňský potok
- Rymický potok
- Řečický potok
- Řepnický potok
- Řepovský potok
- Řeřichový potok
- Řeřišský potok
- Řežabinecký potok
- Říčanský potok
- Říčý potok
- Řídečský potok
- Řikovický potok
- Sádecký potok
- Sadovský potok
- Sadový potok
- Sedlecký potok
- Sedlečský potok
- Sedlický potok
- Sedlišt`ský potok
- Semanínský potok
- Semetínský potok
- Semický potok
- Senný potok
- Severní potok
- Simtanský potok
- Skalní potok
- Skelnohut`ský potok
- Sklářský potok
- Sklenský potok
- Skorošický potok
- Skořenický potok
- Skořický potok
- Skřipovský potok
- Skuhrovský potok
- Slatinický potok
- Slatinný potok
- Slatinský potok
- Slavětínský potok
- Slavkovský potok
- Slavonický potok
- Sloupnický potok
- Slučí potok
- Slunný potok
- Smilkovský potok
- Smilovský potok
- Smolenský potok
- Smrčinský potok
- Sněžnický potok
- Sněžný potok
- Snozový potok
- Sobůlský potok
- Solandský potok
- Solný potok
- Soudný potok
- Sovinecký potok
- Spálený potok
- Splavský potok
- Srbický potok
- Stálecký potok
- Starohorský potok
- Starovický potok
- Starý potok
- Statkový potok
- Stěpanovský potok
- Stodolský potok
- Stradovský potok
- Strálecký potok
- Stránský potok
- Strašický potok
- Strážkovický potok
- Strážný potok
- Strážovský potok
- Strebnický potok
- Středenský potok
- Střelenský potok
- Střibrný potok
- Struhařovský potok
- Strupšínský potok
- Strženecký potok
- Stržský potok
- Studený potok
- Studniční potok
- Stupešický potok
- Stupnický potok
- Suchomastský potok
- Suchý potok
- Sudický potok
- Sudkovský potok
- Sudoměřický potok (mejni; slovaško Sudomerický potok)
- Sulický potok
- Sušovský potok
- Svažecký potok
- Svinárský potok
- Svinenský potok
- Sviní potok
- Svinný potok
- Svinský potok
- Syrovický potok
- Šachetský potok
- Šardický potok
- Šárecký potok
- Šestajovícký potok
- Šiancovský potok
- Šidlovský potok
- Šilheřovský potok
- Šipský potok
- Šitbořický potok
- Šitbořský potok
- Škvořetický potok
- Špluchovský potok
- Štědrý potok
- Štěpánovský potok
- Štěrboholský potok
- Štípský potok
- Štítarský potok
- Šumický potok
- Šumný potok
- Švábenický potok
- Švábovský potok
- Švábský potok
- Tatrovický potok
- Těchanovský potok
- Telecký potok
- Teplický potok
- Těšovický potok
- Tetřívčí potok
- Tichovský potok
- Tloskovský potok
- Tlučeňský potok
- Tlumačovský potok
- Točenský potok
- Točínský potok
- Topolanský potok
- Topolovský potok
- Trávníkový potok
- Tresenský potok
- Trhonický potok
- Trnovečný potok
- Trstěnický potok
- Třebařovský potok
- Třebíského potok
- Třemblatský potok
- Třešťský potok
- Tříramenný potok
- Tučapský potok
- Tučapský Žalkovský potok
- Tupadelský potok
- Tuřičský potok
- Turský potok
- Tvorovický potok
- Týnecký potok
- Týřovský potok
- Tyterský potok
- Udáneský potok
- Údolský potok
- Uhlíkovský potok
- Uhlířský potok
- Uhřický potok
- Újezdecký potok
- Úlibický potok
- Ulicový potok
- Unčínský potok
- Únětický potok
- Úsobrnský potok
- Úsobský potok
- Úšovický potok
- Útěchovský potok
- Úterský potok
- Václavovský potok
- Valovský potok
- Valštejnský potok
- Valtycký potok
- Vápenický potok
- Vápenný potok
- Vavříkovský potok
- Vavříncův potok
- Vážanský potok
- Veberův potok
- Věchnovský potok
- Věcovský potok
- Vejprnický potok
- Velemyšleveský potok
- Velešínský potok
- Velikorybnický potok
- Velinský potok
- Velkolužský potok
- Velký potok
- Velký Dědův potok
- Velký Kamenický potok
- Velký Lipový potok
- Veský potok
- Vesnický potok
- Veveřský potok
- Věžecký potok
- Vidláčský potok
- Vinný potok
- Vinořský potok
- Vitický potok
- Vlaský potok
- Vlastislavský potok
- Vlčí potok
- Vlčický potok
- Vlčkovský potok
- Vlkonický potok
- Vlkovský potok
- Vltavský potok
- Voděradský potok
- Vodslivský potok
- Vojtovický potok
- Volarský potok
- Volavecký potok
- Voldušský potok
- Voletínský potok (Farský potok)
- Volštejnský potok
- Vonšovský potok
- Vortovský potok
- Vracovský potok
- Vratěnínský potok
- Vrbenský potok
- Vrbický potok
- Vrbný potok
- Vrchovištní potok
- Vrchovský potok
- Vrcovický potok
- Vřesový potok
- Vrtěžířský potok
- Všenorský potok
- Všestarský potok
- Všetatský potok
- Výrovský potok
- Vysocký potok
- Vysokopolský potok
- Vysoký Potok
- Výtoňský potok
- Zádolský potok
- Zahořanský potok
- Záhvozdenský potok
- Zaječí potok
- Zaječický potok
- Zákolanský potok
- Zalužanský potok
- Zamecký potok
- Zášinský potok
- Zátišský potok
- Zátoňský potok
- Zavadovický potok
- Závišínský potok
- Zbečnický potok
- Zborovský potok
- Zbytinský potok
- Zdebořský potok
- Zdíkovský potok
- Zdiměřský potok
- Zdravovodský potok
- Zelenečský potok
- Zelenohorský potok
- Zelenský potok
- Zelený potok (več)
- Zimný potok
- Zlámanecký potok
- Zlámanský potok
- Zlatkovský potok
- Zlatnícki potok
- Zlatý potok / Zlatý Potok
- Zlechovský potok
- Zlejšovský potok
- Zlivický potok
- Znětínecký potok
- Zrnový potok
- Zubčický potok
- Zvánovický potok
- Zvíkovský potok
- Žárský potok
- Ždánický potok
- Žďárský potok
- Ždírnický potok
- Žilovický potok
- Žitkovský potok
- Živný potok
- Žlebový potok
- Žlebský potok
- Žlutý potok